# حور نحيل
حور نحيل (الاسم العلمي:Populus gracilis) هي نوع نباتي يتبع جنس الحور من الفصيلة الصفصافية.  